# Die mörderische Teerunde
Die mörderische Teerunde (Originaltitel Problem at Pollensa Bay and Other Stories) ist eine Kurzgeschichtensammlung von Agatha Christie, die im November 1991 im Vereinigten Königreich bei HarperCollins erschien. In den USA ist die Sammlung nicht erschienen, denn alle in ihr enthaltenen Geschichten waren dort schon früher veröffentlicht worden.
Die deutsche Erstausgabe veröffentlichte der Scherz Verlag 1993 in der Übersetzung von Karl H. Schneider.
Das Original enthält acht Kurzgeschichten, davon zwei mit Hercule Poirot, zwei mit Harley Quin und zwei mit Parker Pyne. In der deutschen Übersetzung fehlen zwei Kurzgeschichten.
Erst 2011 wurden dann als 80. Band der vom französischen Verlag Hachette Collections herausgegebenen Die offizielle Sammlung Agatha Christie die fehlenden beiden Geschichten von Heike Steffen ins Deutsche übersetzt. Die Sammlung erhielt dort den abweichenden Titel Paradies Pollensa.

## Die Geschichten

### Die mörderische Teerunde
(Originaltitel The Harlequin Tea Set)

### Paradies Pollensa
(Originaltitel Problem at Pollensa Bay)

#### Erste Veröffentlichung im Vereinigten Königreich
Problem at Pollensa Bay: November 1935 – Strand Magazine Ausgabe 539.

### Der Stein des Anstoßes
(Originaltitel The Regatta Mystery)

#### Erste Veröffentlichung im Vereinigten Königreich
The Regatta Mystery: Juni 1936 – Strand Magazine Ausgabe 546 (unter dem Titel Poirot and the Regatta Mystery).
(Die Veröffentlichung im Strand Magazine blieb bis 2008 die einzige Veröffentlichung des Originals, bis zur Ausgabe "Hercule Poirot: the Complete Short Stories" (ISBN 978-0006513773).)

### Lasst Blumen sprechen
(Originaltitel Yellow Iris)

#### Handlung
Der Detektiv Hercule Poirot erhält eines Abends einen Anruf von einer Frau, die sich in Gefahr wähnt. Daraufhin begibt er sich ins „Jardin des Cygnes“ um sich mit ihr an einem Tisch, auf dem eine gelbe Iris steht, zu treffen. Dort angekommen sieht er, dass an besagtem Tisch fünf Personen sitzen, darunter Poirots Freund Tony Chapell, der ihn bittet sich zu ihnen zu gesellen. Wie sich bald herausstellt, gedenken die Gäste Barton Russels Frau Iris, die genau vier Jahre zuvor unter mysteriösen Umständen bei einem ähnlichen Szenario vergiftet wurde. Als sich der Raum wegen einer beginnenden Show verdunkelt, steht Barton Russel auf und verlässt den Tisch, um – wie sich später herausstellt – im Schutz der Dunkelheit zurückzukehren und Pauline, die Poirot um Hilfe gebeten hatte, zu vergiften. Dank Poirots Einschreiten geschieht ihr nichts.

#### Erste Veröffentlichung im Vereinigten Königreich
Yellow Iris: Juli 1937 – Strand Magazine Ausgabe 559.

#### Verfilmungen
Für die englische Fernsehserie Agatha Christie’s Poirot mit David Suchet als Poirot, Hugh Fraser als Hastings, Philip Jackson als Japp und Pauline Moran als Miss Lemon adaptiert und verfilmt in Staffel 5. Auch unter Verwendung von Sparkling Cyanide-Motiven.

#### Bezüge zu anderen Werken
Auf der Grundlage dieser Kurzgeschichte mit Hercule Poirot schrieb die Autorin später den Roman Blausäure. Sie ersetzte zwar Poirot durch Colonel Race und nahm auch sonst einige Veränderungen vor, die Ähnlichkeiten in der Motivwahl sind aber nicht zu übersehen.

### Die Uhr war Zeuge
(Originaltitel The Love Detectives)

#### Erste Veröffentlichung im Vereinigten Königreich
The Love Detectives: Dezember 1926 – The Story-Teller Ausgabe 236 (unter dem Titel At the Crossroads).

### The Second Gong
(Bisher nicht ins Deutsche übersetzt.)

#### Erste Veröffentlichung im Vereinigten Königreich
The Second Gong: Juni 1932 – Strand Magazine Ausgabe 499.

#### Bezüge zu anderen Werken
Diese Kurzgeschichte erweiterte die Autorin 1937 zum Kurzroman Auch Pünktlichkeit kann töten (Originaltitel Dead Man's Mirror).

### Ein Hundeleben
(Originaltitel Next To A Dog)

#### Erste Veröffentlichung im Vereinigten Königreich
Next To A Dog: September 1929 – Grand Magazine Ausgabe 295.

### Magnolienblüten
(Originaltitel: Magnolia Blossom)
Vor vierzehn Tagen hat Vincent Easton Theodora Darrell, eine verheiratete Frau kennen und lieben gelernt. Er beschreibt sie wie eine Magnolienblüte und ihren ersten Kuss wie den Duft eines Magnolienbaumes. Nun erwartet er sie in Victoria Station, um mit ihr in eine gemeinsame Zukunft aufzubrechen. Sie erreichen Dover.
Dort erfährt Theodora aus den Abendzeitungen, dass die Firma ihres Ehemanns Richard zusammengebrochen ist. Sie entscheidet sich zu ihrem Mann zurückzukehren. Nach einigen Tagen gesteht er ihr, dass der Bankrott auch strafrechtliche Konsequenzen haben wird. Theodora entscheidet sich trotzdem bei ihm zu bleiben. Noch am selben Abend erklärt er ihr, dass die Angelegenheit unter den Tisch gekehrt werden könnte, wenn er in den Besitz bestimmter Papiere käme – Papiere, die derzeit Vincent Easton hat.
Da es um Leben und Tod geht, fordert er Theo auf, die Papiere noch heute Abend von Vincent zu besorgen. Vincent händigt ihr die Unterlagen aus und Theo verbrennt sie sofort im Kamin.
Vincent entscheidet sich daraufhin das Land zu verlassen. Zurück zu Hause unterstellt Richard ihr, dass sie Vincent eine Gegenleistung für die Herausgabe der Papiere erbracht hat, eine Unterstellung, die sie zutiefst verletzt.
Theo gesteht, dass sie mit Vincent abgereist war und macht aber sofort klar, dass sie ihrem Mann niemals verzeihen wird, dass er sie heute „verkauft“ hätte, nur um seine Haut zu retten. Theo verlässt ihren Mann und geht in die Einsamkeit.
Die Geschichte endet mit dem Satz: „Vor dem Fenster flatterte etwas zu Boden: das letzte Blütenblatt der Magnolie, weich und duftend.“

#### Erste Veröffentlichung im Vereinigten Königreich
Magnolia Blossom: März 1926 – Royal Magazine Ausgabe 329.

#### Verfilmungen
Diese Kurzgeschichte wurde für die zehnteilige Fernsehserie Agatha Christie Hour verfilmt und in deren Rahmen als sechste Folge am 12. Oktober 1982 zum ersten Mal ausgestrahlt.

## Die deutsche Version des Buches
In der deutschen Ausgabe des Scherz Verlags fehlen die Geschichten Next To A Dog und Magnolia Blossom. Und statt der originalen Kurzgeschichte The Second Gong ist der von der Autorin daraus erweiterte Kurzroman Auch Pünktlichkeit kann töten abgedruckt.

## Wichtige Ausgaben der Sammlung
- November 1991, Problem at Pollensa Bay and Other Stories, HarperCollins (Vereinigtes Königreich)
- 1993, Die mörderische Teerunde, Scherz Verlag (deutsche Erstausgabe)